# 饶明俐
饶明俐（1932年11月18日—2025年7月14日），女，四川重庆人，中华人民共和国神经内科专家，吉林大学白求恩第一医院教授。

## 生平
1950年，毕业于重庆南开中学。1955年，毕业于北京医学院，留在北京医学院第一医院神经科工作。1962年，调入吉林医科大学第一临床学院神经内科工作。1966年，研究生毕业于吉林医科大学神经科。1983年至1992年（一说1994年），任白求恩医科大学副校长。长期从事神经病学的教学和科研工作，代表性论著有《实用神经内科》《神经系统疾病临床病理讨论集》等。
2015年6月，获得第一届中国卒中学会终身成就奖。2025年7月14日10时18分，逝世。

## 家庭
- 父亲：饶钦止（1900年—1998年），中国藻类学家，湖北省政协原副主席。
- 丈夫：程庆华（1932年—2011年），笔名鄂华，中国作家，曾任吉林省文联副主席、吉林省作家协会副主席等职。[5]